# アルバン・ディビジョン・オーナー
アルバン・ディビジョン・オーナー（伊: Aruban Division di Honor）は、1960年に始まったアルバにおけるサッカーのトップリーグである。現在はスポンサー名を冠してカンピオナート・AVBアルババンク（Campeonato AVB Aruba Bank）と呼ばれる。

## 概要
リーグ戦は10チームで構成され、2回戦総当りの計18試合を戦い、10位のチームが新年度の2部に自動降格、8位、9位のチームが入れ替え戦を戦うことになる。18試合ずつを消化した時点での上位4チームがプレーオフにコマを進める。プレーオフは4チームが2回総当たりで戦い、上位2チームは次年度のCFUクラブチャンピオンシップ出場資格を得る。

## 2015-16シーズン所属クラブ
| クラブ名                         | ホームタウン     |
| -------------------------------- | ---------------- |
| ブリタニア                       | ノオルデ         |
| ブバリ                           | ノオルデ         |
| ダコタ                           | オラニエスタッド |
| デポルティーボ・ナシオナル       | ノオルデ         |
| エストレヤ                       | オラニエスタッド |
| ラ・ファマ                       | オラニエスタッド |
| インデペンディエンテ・キャラベル | アンゴチ         |
| RCA                              | ノオルデ         |
| リーベル・プレート               | オラニエスタッド |
| サンニコーラス                   | サンニコーラス   |

## 歴代優勝クラブ
| - 1960 : SVラシン・クラブ・アルバ - 1961 : SVダコタ - 1962 : SVダコタ - 1963 : SVダコタ - 1964 : SVラシン・クラブ・アルバ - 1965 : SVダコタ - 1966 : SVダコタ - 1967 : SVラシン・クラブ・アルバ - 1968 : SVエストレヤ - 1969 : SVダコタ - 1970 : SVダコタ - 1971 : SVダコタ - 1972 : 中止 - 1973 : SVエストレヤ - 1974 : SVダコタ - 1975 : SVブバリ - 1976 : SVダコタ - 1977 : SVエストレヤ - 1978 : SVラシン・クラブ・アルバ - 1979 : SVラシン・クラブ・アルバ - 1980 : SVダコタ - 1981 : SVダコタ - 1982 : SVダコタ - 1983 : SVダコタ - 1984 : SV San Luis Deportivo - 1985 : SVエストレヤ | - 1986 : SVラシン・クラブ・アルバ - 1987 : SVラシン・クラブ・アルバ - 1988 : SVエストレヤ - 1989 : SVエストレヤ - 1990 : SVエストレヤ - 1991 : SVラシン・クラブ・アルバ - 1992 : SVエストレヤ - 1993 : SVリーベル・プレート - 1994 : SVラシン・クラブ・アルバ - 1995 : SVダコタ - 1996 : SVエストレヤ - 1997 : SVリーベル・プレート - 1998 : SVエストレヤ - 1999 : SVエストレヤ - 2000 : SVデポルティーボ・ナシオナル - 2001 : SVデポルティーボ・ナシオナル - 2002 : SVラシン・クラブ・アルバ - 2003-04 : SVデポルティーボ・ナシオナル - 2004 : 中止 - 2004-05 : SVブリタニア - 2005-06 : SVエストレヤ - 2006-07 : SVデポルティーボ・ナシオナル - 2007-08 : SVラシン・クラブ・アルバ - 2008-09 : SVブリタニア - 2009-10 : SVブリタニア - 2010-11 : SVラシン・クラブ・アルバ | - 2011-12 : SVラシン・クラブ・アルバ - 2012-13 : SVラ・ファマ - 2013-14 : SVブリタニア - 2014-15 : SVラシン・クラブ・アルバ - 2015-16 : SVラシン・クラブ・アルバ - 2016-17 : SVデポルティーボ・ナシオナル - 2017-18 : SVダコタ - 2018-19 : SVラシン・クラブ・アルバ - 2019-20 : 中止 - 2021 : SVデポルティーボ・ナシオナル |

## クラブ別優勝回数
| クラブ                       | 優勝 |
| ---------------------------- | ---- |
| SVラシン・クラブ・アルバ     | 17   |
| SVダコタ                     | 16   |
| SVエストレヤ                 | 12   |
| SVデポルティーボ・ナシオナル | 4    |
| SVブリタニア                 | 4    |
| SVリーベル・プレート         | 2    |
| SVブバリ                     | 1    |
| SV San Luis Deportivo        | 1    |
| SVラ・ファマ                 | 1    |